# Catathyridium lorentzii
Catathyridium lorentzii es una especie de pez de agua dulce del género Catathyridium de la familia Achiridae. Es denominada comúnmente lenguado de río. Se distribuye en ambientes acuáticos subtropicales de Sudamérica central.

## Taxonomía
Esta especie fue descrita originalmente en el año 1877 por el zoólogo neerlandés, nacionalizado argentino, Hendrik Weyenbergh, bajo el nombre científico de Achirus lorentzii.
Etimología
Etimológicamente el nombre genérico Catathyridium se construye con tres palabras del idioma griego, en donde kata quiere decir 'abajo', más el diminutivo thyreos y ou que refiere a una gran piedra se utiliza como puerta o escudo. El término específico lorentzii rinde honor al botánico, micólogo y algólogo alemán, naturalizado argentino, Pablo G. Lorentz.

## Distribución
Habita en la cuenca del Plata, en los ríos Paraguay, Paraná y Uruguay, en aguas de la Argentina, Brasil, Paraguay y Uruguay.

## Costumbres
Es un predador que recorre el fondo de los cuerpos acuáticos, pasando desapercibido gracias a su patrón de coloración dorsal mimético. Convive con otra especie del mismo género y de hábitos similares: Catathyridium jenynsii.  